# Čeabetjávrrážat
Čeabetjávrrážat, enligt tidigare ortografi Tjäpetjauratjah, är en sjö i Gällivare kommun i Lappland och ingår i Kalixälvens huvudavrinningsområde. Sjön har en area på 0,0543 kvadratkilometer och ligger 786 meter över havet. Čeabetjávrrážat ligger i Torne och Kalix älvsystem Natura 2000-område. Det nordsamiska naturnamnsefterledet jávrrážat betyder (småsjöar) vilket indikerar att namnet Čeabetjávrrážat omfattar ett antal mindre närliggande sjöar. Eftersom Sjöregistret hanterar sjöarna en och en gäller artikeln den sjö vars koordinater står i faktarutan.

## Delavrinningsområde
Čeabetjávrrážat ingår i det delavrinningsområde (752503-163033) som SMHI kallar för Ovan 752295-163795. Medelhöjden är 1 040 meter över havet och ytan är 40,34 kvadratkilometer. Det finns inga avrinningsområden uppströms utan avrinningsområdet är högsta punkten. Dierddujohka (Tertojåkka) som avvattnar avrinningsområdet har biflödesordning 2, vilket innebär att vattnet flödar genom totalt 2 vattendrag (Kaitumälven, Kalixälven) innan det når havet efter 396 kilometer. Avrinningsområdet består mestadels av kalfjäll (100 procent). Avrinningsområdet har 0,06 kvadratkilometer vattenytor vilket ger det en sjöprocent på 0,1 procent.